# Paolo Soleri

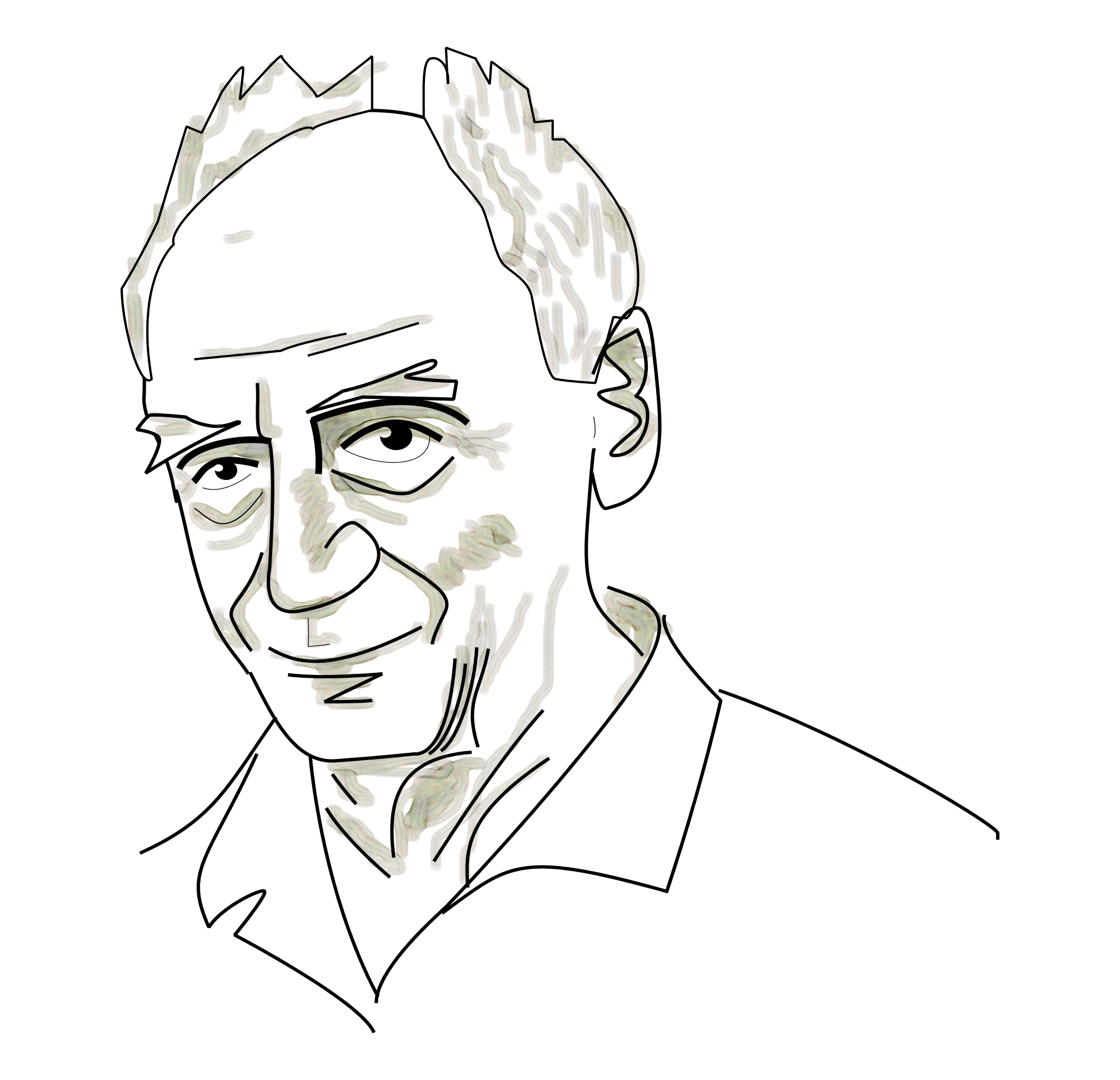
zelfportret van Paolo Soleri

Paolo Soleri (Turijn, 21 juni 1919 – 9 april 2013) is een Italiaans architect, beeldhouwer, urbanist en auteur, die leefde en actief was in de Verenigde Staten. Hij is vooral gekend van zijn projecten Arcosanti, een ecologische stad in Arizona en de stichting Cosanti Foundation.

## Gepubliceerd werk
- Arcology: The City in the Image of Man. Cambridge, MA. MIT Press, 1969
- The Sketchbooks of Paolo Soleri. Cambridge, MA. MIT Press, 1971
- The Bridge between Matter and Spirit is Matter Becoming Spirit. New York: Anchor/Doubleday, 1973
- Fragments-A Selection from the Sketchbooks of Paolo Soleri; The Tiger Paradigm-Paradox. San Francisco: Harper and Row, 1981
- The Omega Seed: An Eschatological Hypothesis. New York: Anchor/Doubleday, 1981
- Space for Peace, Paradise Valley, AZ. : Cosanti Foundation, 1984
- Paolo Soleri's Earth Casting: For Sculpture, Models and Construction. [co-écrit par Scott M. Davis] Salt Lake City: Peregrine-Smith, 1984
- Technology and Cosmogenesis. New York: Paragon, 1986
- Arcosanti: An Urban Laboratory? Mayer, AZ.: The Cosanti Press, 1993
- The Urban Ideal: Conversations with Paolo Soleri. Berkeley, CA: Berkeley Hills Books, 2001
- What If ? Quaderni - Vol. 1, Mayer, AZ.: The Cosanti Press, 2002
- What If Collected Writings 1986-2000. Berkeley, CA: Berkeley Hills Books, 2002

- Bibsys: 90246474
- Bibliothèque nationale de France: cb12446939x (data)
- Catàleg d'autoritats de noms i títols de Catalunya: 981058508525206706
- CiNii: DA01088583
- Gemeinsame Normdatei: 120151642
- International Standard Name Identifier: 0000 0001 1078 576X
- Library of Congress Control Number: n50016748
- Nationale Bibliotheek van Letland: 000243902
- Bibliotheek van het Japanse parlement: 00457118
- Nationale Bibliotheek van Tsjechië: mub2015872679
- Nationale bibliotheek van Australië: 35511690
- Nationale Bibliotheek van Israël: 987007463458305171
- Nationale Bibliotheek van Polen: a0000002859186
- Nederlandse Thesaurus van Auteursnamen: 071255060
- Réseau des bibliothèques de Suisse occidentale: 02-A003847455
- RKD-Nederlands Instituut voor Kunstgeschiedenis: 328728
- Istituto Centrale per il Catalogo Unico: SBLV208145
- SNAC: w6gm8dzx
- Système universitaire de documentation: 083758216
- Trove: 979800
- Union List of Artist Names: 500014829
- Virtual International Authority File: 95771937
- WorldCat: E39PBJt8fHfhm38G8gCT7xGyh3